# 金道铭
金道铭（1953年12月—），北京人，满族，中华人民共和国政治人物。1970年7月参加工作，1975年9月加入中国共产党。是中共十五、十六、十七届中央纪律检查委员会委员，中共十七、十八届全国代表大会代表。

## 生平
1970年7月，供职于北京市东城区城建房管局。1979年，担任共青团北京市东城区委副书记。1987年12月，任中华人民共和国监察部办公厅干部、部值班室主任、办公厅外事办主任兼办公厅办公室主任（服务时任部长尉健行）。1990年11月任，监察部办公厅副司级监察专员兼外事办主任。1993年1月中央纪委监察综合室副局级检查员、监察专员兼外事办主任；1994年，升任中央纪委外事局局长。1997年，任中央纪委副秘书长。1998年，兼任办公厅主任。2002至2006年任中纪委驻交通部纪检组组长、部党组成员，03年兼任交通部直属机关党委书记、部党校校长。
2006年，任中共山西省委常委、省纪委书记。2010年9月任省委副书记，兼省纪委书记和省委党校校长。2011年3月不再兼任省纪委书记，转而兼任省委政法委书记（同年11月卸任）。2014年1月22日，当选山西省人大常委会副主任。
2014年2月27日，中纪委宣布金道铭因涉嫌严重违纪违法接受组织调查。因涉嫌严重违纪违法，2014年3月2日，山西省第十二届人大常委会第八次会议决定罢免其第十二届全国人民代表大会代表职务。2014年12月21日被双开。2016年2月24日，江苏省镇江市中级人民法院开庭审理金道铭受贿案，检方指控其非法收受他人给予的财物共计折合人民币12373万余元。2016年10月14日，镇江中院宣判，金道铭犯受贿罪，判处无期徒刑，剥夺政治权利终身，并处没收个人全部财产；对金道铭受贿所得财物予以追缴，上缴国库。
2017年7月6日，江苏省镇江市中级人民法院一审公开开庭审理金道铭的情妇胡昕受贿、非法经营一案。胡昕被检方指控：作为金道铭的特定关系人，她接受山西文峰焦化科技有限公司实际控制人孔庆智、经办人赵海斌的请托，与金道铭共谋，利用金道铭担任中共山西省委常委、省纪委书记、省委副书记等职务上的便利，为山西文峰焦化科技有限公司参与兼并重组整合谋取利益，帮助山西汾西正城煤业有限责任公司分立采矿权、实行分区开采的方案通过审批。2010年5月至2011年初，胡昕先后收受孔庆智、赵海斌给予的人民币1亿元。